# Муромцева-Бунина, Вера Николаевна
Ве́ра Никола́евна Му́ромцева (в замужестве Бу́нина; 1 [13] октября 1881, Москва, Российская империя — 3 апреля 1961, Париж, Франция) — жена Ивана Алексеевича Бунина, переводчица, мемуаристка, автор литературных статей, книг «Жизнь Бунина» и «Беседы с памятью».

## Биография
Вера Николаевна Муромцева родилась в старой московской дворянской профессорской семье. Её дядя — Сергей Андреевич Муромцев был председателем Первой Государственной Думы.
Вера получила прекрасное образование. Она серьёзно изучала химию, знала четыре языка, занималась переводами, увлекалась современной литературой. К тому же она была необычно красива. Некоторые отмечали её сходство с Мадонной. Валентин Катаев описывает её как «высокую, с лицом камеи, гладко причёсанную блондинку с узлом волос, сползающих на шею, голубоглазую московскую неяркую красавицу».
Иван Алексеевич Бунин при первой встрече, в Царицыно, на даче Муромцева, в 1896 году, не обратил внимания на юную Веру Муромцеву. Все его мысли были заняты совсем другой женщиной. А вот Вера запомнила эту встречу «в погожий июньский день около цветущего луга». Даже помнила его лицо, которое было тогда «свежим и здоровым». Чего не скажешь в момент их настоящей встречи 4 ноября 1906 года в квартире молодого писателя Бориса Константиновича Зайцева. Хозяева организовали литературный вечер, куда был приглашён Бунин как писатель (хотя в ту пору он был малоизвестен). И здесь Иван Алексеевич наконец-то заметил «тихую барышню с леонардовскими глазами»:

Наговорившись и нахохотавшись, шумно поднялись, и столовая опустела. Я перешла к противоположной стене и остановилась в раздумье: не отправиться ли домой?

В дверях появился Бунин.

 — Как вы сюда попали? — спросил он.
Я рассердилась, но спокойно ответила:
 — Так же, как и вы.
 — Но кто вы?
 — Человек.
 — Чем вы занимаетесь?
 — Химией.
 — Как ваша фамилия?
 — Муромцева.
 — Вы не родственница генералу Муромцеву, помещику в Предтечеве?
 — Да, это мой двоюродный дядя.
 — Я иногда видаю его на станции Измалково.
Мы немного поговорили о нём. Потом он рассказал, что в прошлом году был в Одессе во время погрома.
 — Но где же я могу вас увидеть ещё?
 — Только у нас дома. Мы принимаем по субботам. В остальные дни я очень занята. Сегодня не считается: все думают, что я ещё не вернулась из Петербурга…
Родители Веры были против отношений её с Буниным. Более того, все их друзья и знакомые в профессорской среде тоже негативно относились к этим отношениям. В ту пору Вера Муромцева училась на последнем курсе и ей надо было держать экзамены и писать дипломную работу. Когда она обратилась к профессору Зелинскому с просьбой дать ей дипломную работу, то он ответил ей: «Нет, работы я не дам вам, — сказал он своим заикающимся голосом, — или Бунин, или работа…» И Вера с Буниным стали встречаться тайно от всех.

Однажды, когда я опять зашла к Ивану Алексеевичу, он поведал мне своё заветное желание — посетить Святую Землю.
 — Вот было бы хорошо вместе! — воскликнул он. — С вами я могу проводить долгие часы, и мне никогда не скучно, а с другими и час, полтора невмоготу.
А потом Бунин и совсем решил изменить не только её судьбу, но и профессию: «Я придумал, нужно заняться переводами, тогда будет приятно вместе и жить и путешествовать, — у каждого своё дело, и нам не будет скучно, не будем мешать друг другу…».
«Когда близкие люди говорили мне, что я жертвую собой, решаясь жить с ним вне брака, я очень удивлялась», — писала Вера Николаевна.
Только своему отцу она рассказала, что собирается открыто ехать с Буниным в путешествие по Святой земле. Он принял решение дочери тяжело, но постарался не дать ей это почувствовать. А маму Веры потом уговорили её братья, которые считали, что их сестра всегда делает всё правильно. В день отъезда один из братьев, чтобы разрядить обстановку, «с припевом „со святыми упокой“, прочитал длинный ряд имён и фамилий, по его мнению, прежних поклонников».
В последнюю ночь перед новой жизнью «на душе у Веры было двойственно: и радостно, и грустно. В душе боролись вера с сомнениями».
10 апреля 1907 года Вера Николаевна и Иван Алексеевич отправились в первое своё путешествие. Для всех родных, близких и знакомых они стали мужем и женой. В гражданском браке они жили ещё долго. Только во Франции, в 1922 году, они обвенчались.
Египет, Сирия, Палестина, Греция, Турция, Италия, Швейцария, Германия, Франция … Одно путешествие сменялось другим, потом третьим… Почти целых двадцать лет они вели кочевой образ жизни. Осели они в Грассе — в небольшом городке на юге Франции.
За годы, проведённые вместе, у них было всякое. Литературный секретарь Бунина Андрей Седых, наблюдая отношения Веры Николаевны и Бунина, как-то написал: «У него были романы, хотя свою жену Веру Николаевну он любил настоящей, даже какой-то суеверной любовью… ни на кого Веру Николаевну он не променял бы. И при всём этом он любил видеть около себя молодых, талантливых женщин, ухаживал за ними, флиртовал, и эта потребность с годами только усиливалась… Мне казалось, что она… считала, что писатель Бунин — человек особенный, что его эмоциональные потребности выходят за пределы нормальной семейной жизни, и в своей бесконечной любви и преданности к „Яну“ она пошла и на эту, самую большую свою жертву…».
Ян — так решила называть его Вера Николаевна ещё на заре их отношений, «потому что ни одна женщина его так не называла, …он очень гордился, что его род происходит от литовца, приехавшего в Россию, ему это наименование нравилось». Однако у Валентина Катаева можно прочитать о том, что Вера Николаевна называла Бунина Иоанном.
По словам Георгия Адамовича, «…за её бесконечную верность он был ей бесконечно благодарен и ценил её свыше всякой меры. Покойный Иван Алексеевич в повседневном общении не был человеком легким и сам это, конечно, сознавал. Но тем глубже он чувствовал все, чем жене своей обязан. Думаю, что если бы в его присутствии кто-нибудь Веру Николаевну задел или обидел, он при великой своей страстности этого человека убил бы — не только как своего врага, но и как клеветника, как нравственного урода, не способного отличить добро от зла, свет от тьмы».
Вера Николаевна пережила Ивана Алексеевича на восемь лет. Она была не только женой писателя, но и, будучи человеком литературно одаренным, Вера Николаевна занималась переводами и писала статьи. Муромцева-Бунина перевела «Сентиментальное воспитание» и «Искушение святого Антония» Флобера, рассказы Мопассана, «Грациэллу» Ламартина, стихотворения Андре Шенье, поэму «Энох Арден» Теннисона. Её перу принадлежат такие статьи, как «Памяти С. Н. Иванова», «Найдёнов», «Л. Н. Андреев», «Piccolo Marina», «Овсянико-Куликовский», «Юшкевич», «Кондаков», «Московские „Среды“», «Эртель», «У старого Пимена. (Иловайский)», «С. А. Муромцев», «Заморский гость. (Верхарн)», «Завещание», «Умное сердце. (О. А. Шмелёва)», «Квисисана», «Москвичи», «Коллективные курсы», «Вечера на Княжеской. (Волошин)».
После смерти Ивана Алексеевича она жила только памятью о нём, получая персональную пенсию от СССР как вдова русского писателя.
Вера Николаевна написала книгу «Жизнь Бунина», очерки «Беседы с памятью», книгу."Отроческие годы И. А. Бунина", публиковала рукописи из литературного наследия Бунина.
Вера Николаевна Муромцева-Бунина была похоронена в одной могиле с мужем на парижском кладбище Сент-Женевьев-де-Буа.

Я… вдруг поняла, что не имею права мешать Яну любить, кого он хочет… Только бы от этой любви было ему сладостно на душе… Человеческое счастье в том, чтобы ничего не желать для себя… Тогда душа успокаивается, и начинает находить хорошее там, где совсем этого не ожидала…

Неутомимая и неистощимая отзывчивость, простота, доброта, скромность, но в то же время царственность и свет, который исходил от всего её облика — так описывали её современники. В одном письме к Вере Муромцевой-Буниной Марина Цветаева написала: «„Вера Муромцева“. „Жена Бунина“. Понимаете, что это два разных человека, друг с другом незнакомых»
«„Вера Муромцева“ — моё раннее детство… Пишу „Вере Муромцевой“, ДОМОЙ…» — напишет Марина Цветаева в одном из писем к Вере Муромцевой.
Для Цветаевой «Вера Муромцева» — это олицетворение жизни московского дворянства на стыке веков.
Мемуарист Василий Яновский писал о Вере Буниной: «Это была русская („святая“) женщина, созданная для того, чтобы безоговорочно, жертвенно следовать за своим героем — в Сибирь, на рудники или в Монте-Карло и Стокгольм, все равно! … Она принимала участие в судьбе любого поэта, журналиста, да вообще знакомого, попавшего в беду, бежала в стужу, слякоть, темноту…»

## Фотографии

Вера Муромцева. 1890-е годы
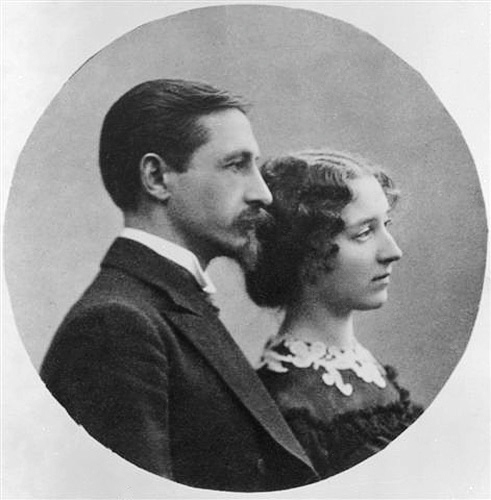
И. А. Бунин и В. Н. Муромцева-Бунина. 1910-е годы
В. Н. Муромцева-Бунина. Париж, 1927
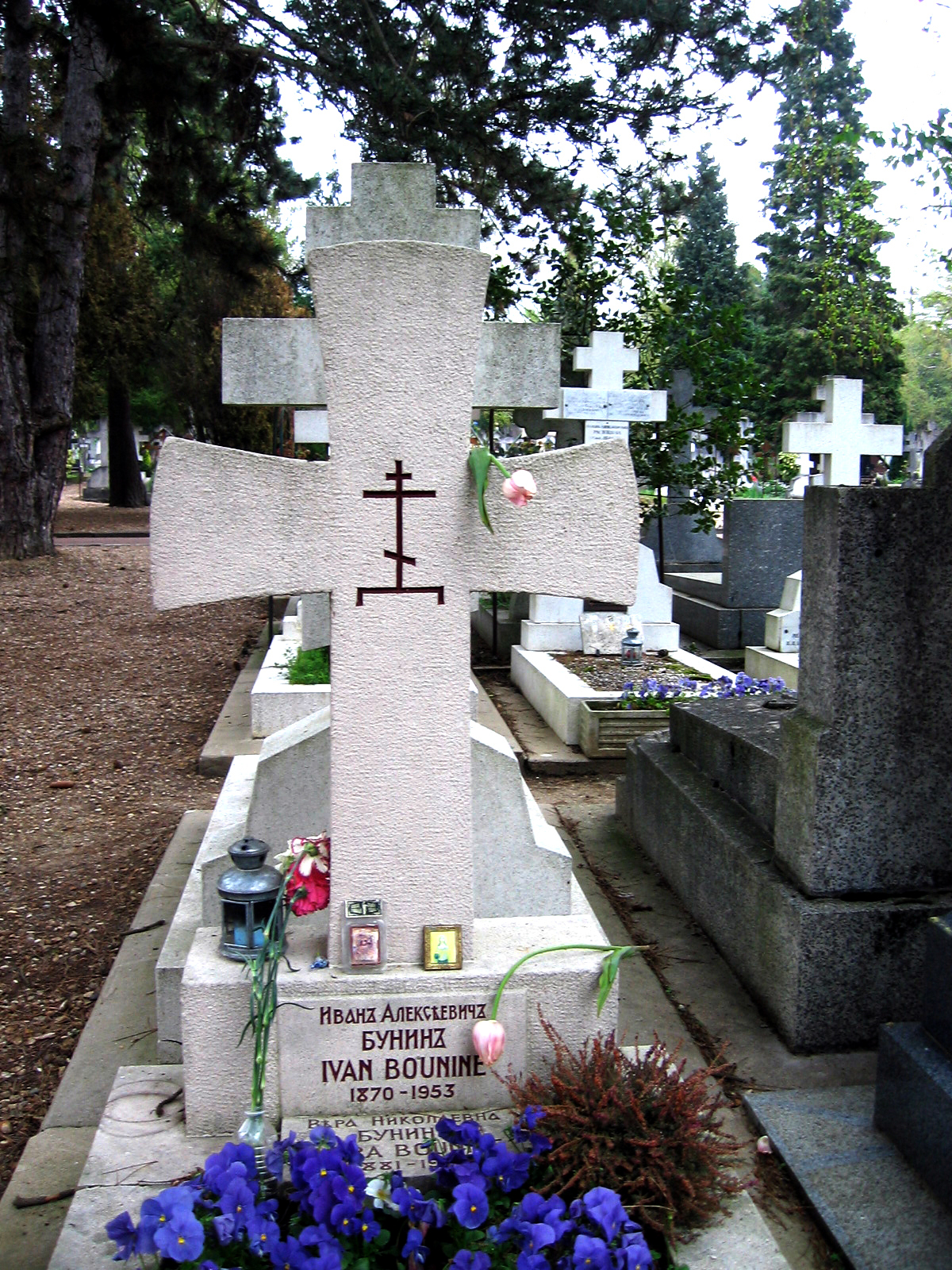
могила И. А. Бунина и В. Н. Муромцевой-Буниной на кладбище Сент-Женевьев-де-Буа в Париже